# Alphonse Djédjé Mady
Pour les articles homonymes, voir Djédjé.
Alphonse Djédjé Mady, né le 1er janvier 1945 à Gazehio, est un homme politique ivoirien, ancien président du Mouvement des étudiants et élèves de Côte d'Ivoire (MEECI), secrétaire général du Parti démocratique de Côte d'Ivoire – Rassemblement démocratique africain (PDCI).

## Biographie
Alphonse Djédjé Mady est Bété et est né à Gazehio, un village de la commune de Saïoua dans le district du Sassandra-Marahoué.
Alphonse Djédjé Mady suit des études de médecine.
Il est ministre de la Santé entre 1981 et 1989 dans divers gouvernements sous Félix Houphouët-Boigny.
En 2002, Djédjé Mady est nommé secrétaire général du PDCI.
En vue de l'élection présidentielle de 2010, Alphonse Djédjé Mady est directeur de la campagne du candidat PDCI, Henri Konan Bédié.
En avril 2013, seul candidat et investi par le Rassemblement des houphouëtistes pour la démocratie et la paix (RHDP), il est élu président du conseil régional du Haut-Sassandra,.
Alphonse Djédjé Mady, soutenu par le PDCI, est réélu président du conseil régional lors de l'élection régionale d'octobre 2018 avec 49,3 % des voix, devant Matthieu Babaud Darret (RHDP, 34,62 %).
Alphonse Djédjé Mady est candidat à la réélection à la présidence du conseil régional du Haut-Sassandra lors des élections régionales de septembre 2023. Il mène une liste d'union entre le PDCI et le Parti des peuples africains – Côte d'Ivoire dont le référent est Stéphane Kipré. Sa liste obtient 39,91 % des voix et est battue par celle de Mamadou Touré du RHDP (59,5 %),,.